# 1 E12 m²
100万 km2から1000万km2までの広さのリスト
- 100万 km2 未満

- 1,000,000 km2 =
  - 一辺が1000 kmの正方形の面積
  - 半径564 kmの円の面積
  - 一辺408 kmの立方体の表面積
  - 半径282 kmの球の表面積

太字は国
- 1,001,450 km2 -- エジプト
- 1,030,700 km2 -- モーリタニア
- 1,098,580 km2 -- ボリビア
- 1,127,127 km2 -- エチオピア
- 1,138,910 km2 -- コロンビア
- 1,219,921 km2 -- 南アフリカ
- 1,240,000 km2 -- マリ
- 1,246,700 km2 -- アンゴラ
- 1,267,000 km2 -- ニジェール
- 1,284,000 km2 -- チャド
- 1,285,216 km2 -- ペルー
- 1,565,000 km2 -- モンゴル
- 1,610,000 km2 -- 1990年代に消失した天然林の面積
- 1,648,195 km2 -- イラン
- 1,717,854 km2 -- アラスカ州（全米50州の中で最大の州）
- 1,759,540 km2 -- リビア
- 1,800,000 km2 -- セレス（準惑星）
- 1,886,068 km2 -- スーダン
- 1,919,440 km2 -- インドネシア
- 1,972,550 km2 -- メキシコ
- 2,149,690 km2 -- サウジアラビア
- 2,166,086 km2 -- グリーンランド
- 2,345,410 km2 -- コンゴ民主共和国
- 2,381,740 km2 -- アルジェリア
- 2,500,000 km2 -- 地中海
- 2,717,300 km2 -- カザフスタン
- 2,754,000 km2 -- カリブ海
- 2,766,890 km2 -- アルゼンチン
- 3,287,590 km2 -- インド
- 4,000,000 km2 -- 嵐の海 （月の海)
- 4,200,000 km2 -- アリエル （天王星の衛星)
- 4,300,000 km2 -- ウンブリエル（天王星の衛星)
- 4,324,782 km2 -- 欧州連合（27ヶ国）
- 4,400,000 km2 -- カロン（冥王星の衛星）
- 4,900,000 km2 -- ローマ帝国の最大領土 (117年当時)
- 6,700,000 km2 -- イアペトゥス（土星の衛星)
- 7,050,000 km2 -- アマゾン川の流域面積
- 7,300,000 km2 -- オベロン （天王星の衛星）
- 7,300,000 km2 -- レア （土星の衛星）
- 7,619,000 km2 -- オーストラリア大陸
- 7,686,850 km2 -- オーストラリア
- 7,800,000 km2 -- チタニア（天王星の衛星）
- 8,511,965 km2 -- ブラジル（世界で5番目に大きな国）
- 9,000,000 km2 -- サハラ砂漠
- 9,479,198 km2 -- 中華人民共和国 （世界で4番目に大きな国）
- 9,700,000 km2 -- ヨーロッパ大陸　(ユーラシア大陸のウラル山脈以西の亜大陸部分）
- 9,834,000 km2 -- アメリカ （世界で3番目に大きな国）
- 9,984,670 km2 -- カナダ （世界で2番目に大きな国）

- 1000万 km2以上